# Madonna Bianca (Trento)
Madonna Bianca è un quartiere che si trova nella zona sud della città di Trento.
Assieme a Bolghera, Casteller, Clarina, Man, San Bartolomeo e Villazzano Tre forma la circoscrizione amministrativa numero 10 di Oltrefersina del comune di Trento.

## Storia
Progettato nel 1968 e costruito in pochissimo tempo, agli inizi degli anni settanta, su una zona prima occupata da qualche maso con campagna e vigneti, il quartiere ha da subito suscitato polemiche per la sua struttura avveniristica. Dalla concezione urbanistica estremamente moderna il quartiere offre sin dalle origini ampie zone di verde, con vialetti che separano nettamente i movimenti pedonali dal traffico automobilistico. Al centro del rione vennero costruite la scuola per l'infanzia ed elementare, la chiesa di Madonna Bianca, a forma di tenda, oltre alla piscina, oggi dedicata al costruttore Ito Del Favero, un centro sociale per negozi e servizi, che dal 1977 ospita anche una biblioteca comunale. Lo sviluppo verticale delle Torri, e quello orizzontale delle case a schiera, con elemento dominante il cemento, permise di soddisfare una esigenza dell'inurbamento di quell'epoca.

## Le torri

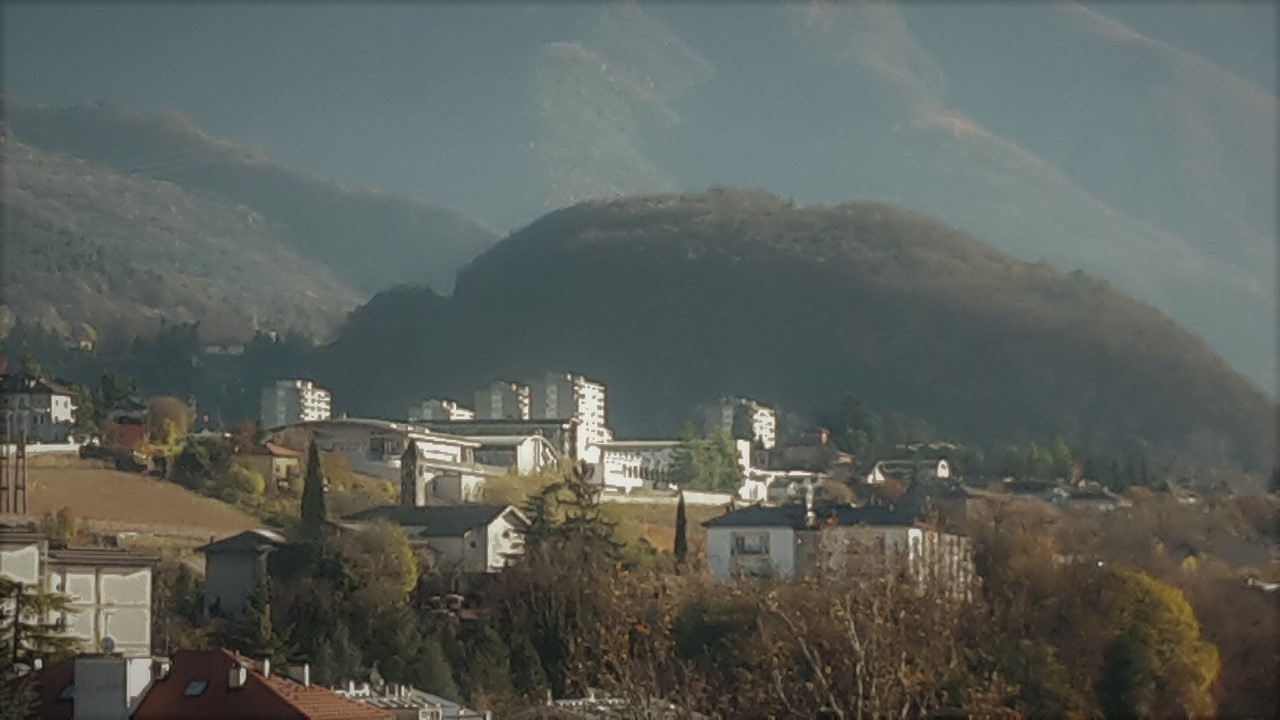
Il quartiere con le torri e il Dosso di San Rocco

Il quartiere è caratterizzato dalla presenza di diversi palazzi, noti ai più come le "Torri di Trento", ben distinguibili da tutte le zone della città poiché alte 13 piani, costruiti negli anni Settanta e Ottanta. Due dei progettisti, l'architetto Marcello Armani e l'ingegner Luciano Perini, hanno partecipato alle festa dei 40 anni delle Torri nel 2015. Il terzo progettista è l'architetto Efrem Ferrari.
Il comune di Trento negli anni propone un intervento di restauro anche economicamente sostenibile. Nel 2012 un progetto di riqualificazione delle Torri di Madonna Bianca è stato selezionato ed esposto alla Biennale di Architettura di Venezia. Nel 2013 al tema è stato dedicato il convegno "Riqualificazione del quartiere Torri di Madonna Bianca in una città in continua trasformazione". Nel 2014, nuovamente a Venezia, è organizzata la mostra-seminario "Progetto Torri di Trento". Infine, grazie al fondo europeo Horizon 2020 l'Europa ha dato il via al progetto Stardust per la riqualificazione di 3 delle 14 torri del quartiere. Il progetto dello studio di architettura Campomarzio è stato presentato nel 2018. Le opere di riqualificazione energetica ed efficientamento sismico, mantenendo il concept originale, prendono il via nel 2022.

## Sport
Nel 1976 nel quartiere fu costruito un centro sportivo con due piscine coperte, bar e un'area solarium. Nel 2010 il centro, rimodernato, fu dedicato all'ing. Ito del Favero (23.11.1911 - 13.02.2000), costruttore edile del quartiere e presidente in carica dal 1952 della società polisportiva "Rari Nantes Trento", fondata il 15 maggio 1930, che negli anni si è concentrata nella pratica del solo nuoto.